# Neverland (album)
Pour les articles homonymes, voir Neverland.
Albums de Night Ranger
Feeding off the Mojo
(1995) Seven
(1998)
Neverland est un album du groupe américain Night Ranger sorti en 1997.

## Titres
- Forever All Over Again (Blades/Chuck Cannon) - 4:59
- Neverland (Blades/Dean Grakal/Mark Hudson) - 3:41
- As Always I Remain (Blades/Gillis/Keagy) - 4:35
- Someday I Will (Blades/Gary S. Burr/Keagy) - 4:16
- My Elusive Mind (Blades/Pat MacDonald/Mark Edward C. Nevin) - 3:56
- New York Time (Watson/Blades/Keagy) - 4:40
- Walk in the Future (Blades/Keagy) - 4:01
- Slap Like Being Born (Blades/Burr/Keagy) - 3:55
- Sunday Morning (Watson/Blades) - 4:56
- Anything for You (Blades/Keagy) - 4:29
- I Don't Call This Love (Blades) - 4:09

## Musiciens
- Jack Blades : basse, chant
- Jeff Watson : guitare
- Brad Gillis : guitare
- Alan Fitzgerald : claviers
- Kelly Keagy : batterie, chant